# Idia laurenti
Idia laurenti là một loài bướm đêm thuộc họ Noctuidae. Loài này có ở miền trung New York, phía nam đến vùng núi của North Carolina.
Có thể có một lứa một năm.
Ấu trùng ở dưới lá cây chết của cây cherry.